# Okres Mělník
Mělník (Duits: Melnik) is een district (Tsjechisch: Okres) in de Tsjechische regio Midden-Bohemen. De hoofdstad is Mělník. Het district bestaat uit 70 gemeenten (Tsjechisch: Obec). Op 1 januari 2007 is het grondgebied van de okres op verschillende plaatsen gewijzigd. Dolany (eerst okres Praha-západ), Olovnice (eerst okres Kladno) en Čakovičky, Kojetice en Postřižín (eerst okres Praha-východ) horen nu bij dit district. Voor die datum hoorden de gemeenten Borek, Dřísy, Konětopy, Křenek, Lhota en Záryby bij Mělník, nu bij de okres Praha-východ.

## Lijst van gemeenten
De obce (gemeenten) van de okres Mělník. De vetgedrukte plaatsen hebben stadsrechten. De cursieve plaatsen zijn steden zonder stadsrechten (zie: vlek).
Býkev - Byšice - Cítov - Čakovičky - Čečelice - Dobřeň - Dolany - Dolní Beřkovice - Dolní Zimoř - Dřínov - Horní Počaply - Hořín - Hostín - Hostín u Vojkovic - Chlumín - Chorušice - Chvatěruby - Jeviněves - Kadlín - Kanina - Kly - Kojetice - Kokořín - Kostelec nad Labem - Kozomín - Kralupy nad Vltavou - Ledčice - Lhotka - Liběchov - Libiš - Liblice - Lobeč - Lužec nad Vltavou - Malý Újezd - Medonosy - Mělnické Vtelno - Mělník - Mšeno - Nebužely - Nedomice - Nelahozeves - Neratovice - Nosálov - Nová Ves - Obříství - Olovnice - Ovčáry - Postřižín - Řepín - Spomyšl - Stránka - Střemy - Tišice - Tuhaň - Tupadly - Újezdec - Úžice - Velký Borek - Veltrusy - Vidim - Vojkovice - Vraňany - Všestudy - Všetaty - Vysoká - Zálezlice - Zlončice - Zlosyň - Želízy

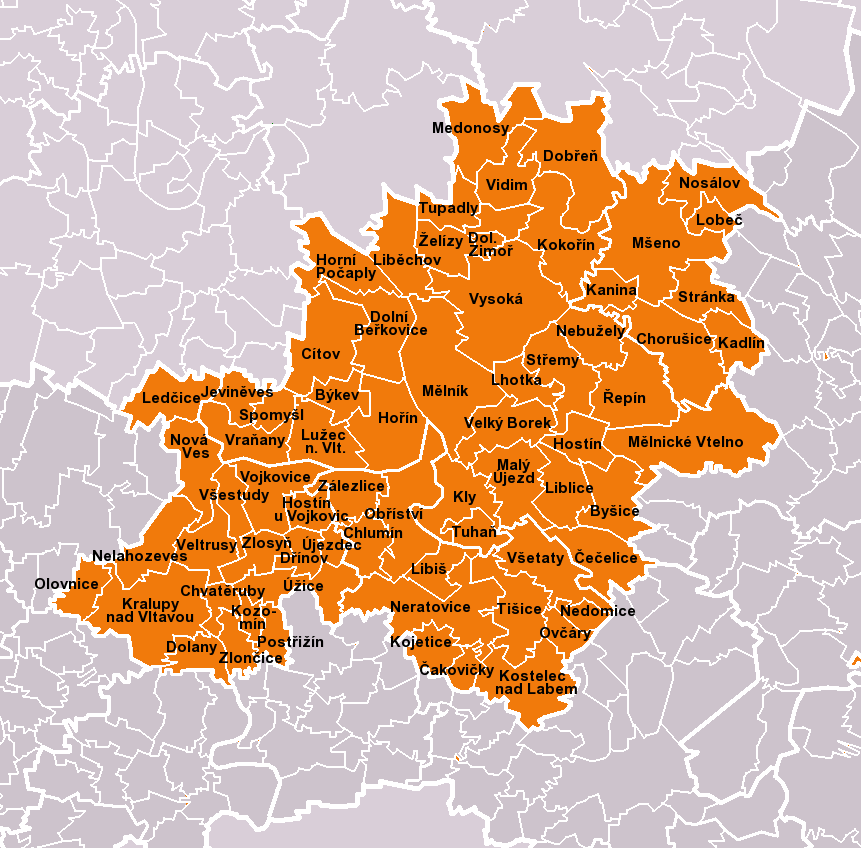
Gemeenten van okres Mělník

Benešov · Beroun · Kladno · Kolín · Kutná Hora · Mělník · Mladá Boleslav · Nymburk · Praha-východ · -západ · Příbram · Rakovník